# Examen invasif

Un examen invasif est un examen médical requérant une effraction de la peau plus importante qu'une simple ponction veineuse. Il peut être désagréable (pas obligatoirement) et nécessite parfois une anesthésie locale ou générale. Il peut nécessiter une hospitalisation et comporte un certain nombre d'effets secondaires, voire de risque d'accident.
Il s'oppose aux examens non invasifs.
Exemples d'examens invasifs :
- coronarographie
- ponction pleurale...

En imagerie cérébrale, cette distinction revêt une importance particulière dans la mesure où les recherches en neurosciences cognitives se font généralement sans bénéfice individuel direct pour le participant. Par conséquent, les techniques non- ou minimalement invasives telles que l'imagerie par résonance magnétique, l'électro- ou la magnéto-encéphalographie sont privilégiées sur les techniques partiellement invasives telles que la tomographie par émission de positons qui nécessite une injection intraveineuse d'un composé faiblement radioactif.